# شاپرکان خاکی

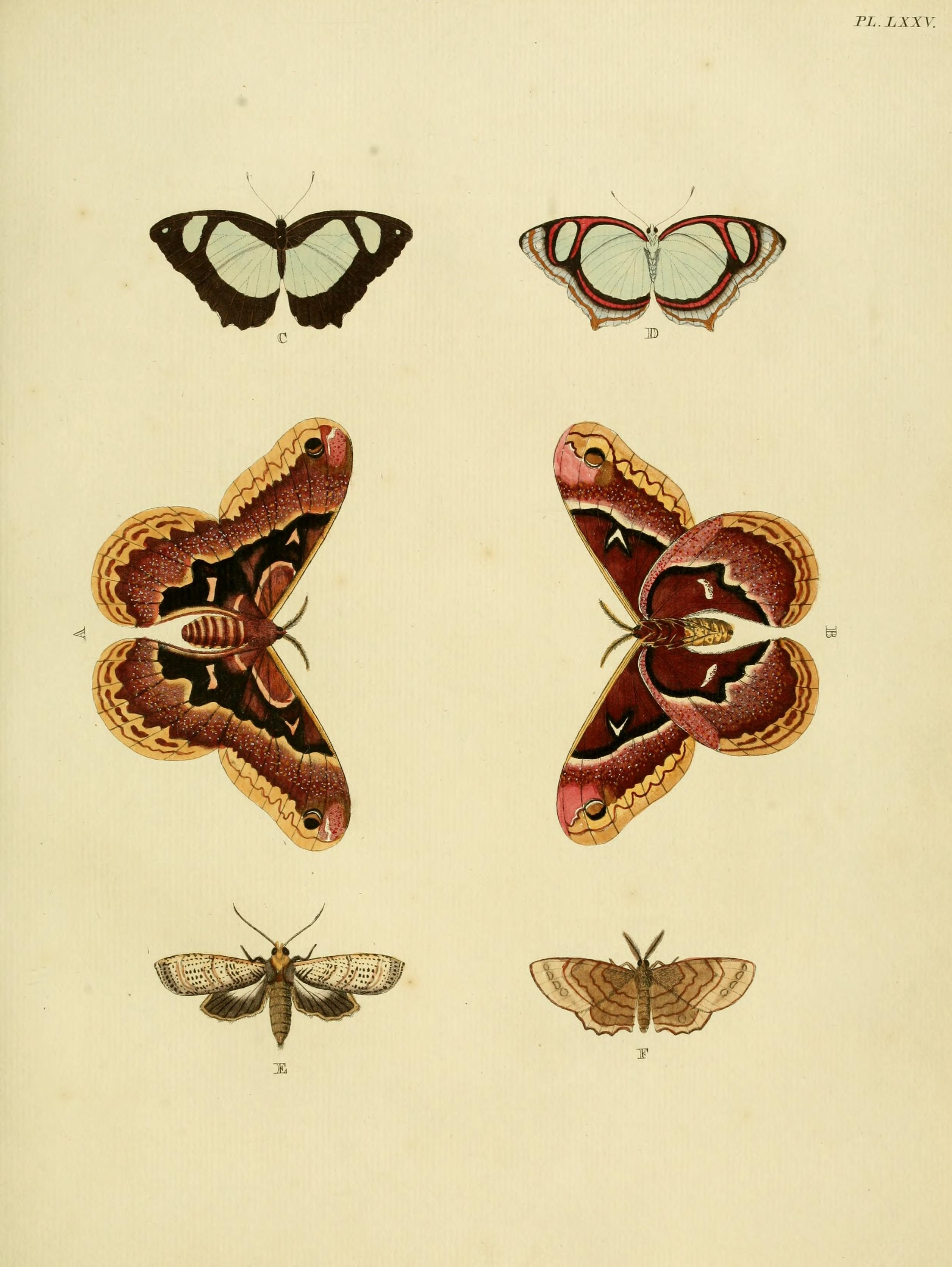
تصویری از شاپرکان خاکی

شاپرکان خاکی (نام علمی: Phiditiidae) نام یک تیره از بالاخانواده ابریشمی‌واران است.